# Valentina de Fontaine
La comtesse Valentina de Fontaine est un personnage de fiction  appartenant à l'univers de Marvel Comics. Elle est apparue pour la première fois dans le comic Strange Tales #159, en août 1967.

## Biographie fictive
Les origines exactes de Valentina Allegra de Fontaine sont inconnues. Elle serait la fille de dignitaires russes qui travaillaient pour Leviathan, une organisation terroriste soviétique. Leviathan fait déménager la famille durant la Guerre froide, jusqu'en Italie, où ils se font passer pour des résistants locaux anti-communistes.
Quand ses parents sont tués en mission, Valentina est contactée par Leviathan pour reprendre leur poste. C'est à cette période qu'elle devient une fameuse jet-setteuse. Ayant entendu parler des talents de ses parents, Dum Dum Dugan la contacte pour qu'elle rejoigne le SHIELD, récemment formé. Elle est donc entrainée avec Clay Quatermain et Sidney Levine, et rencontre Nick Fury, avec qui elle entame une relation sentimentale.
Valentina est un temps assignée à la Femme Force, une équipe composée entièrement de femmes, combattant l'HYDRA. Elle rencontre Captain America et en tombe amoureuse. Mais son triangle amoureux déplait à Fury qui éloigna Steve Rogers du SHIELD.
Fury et Valentina se retrouvent et affrontèrent Griffe jaune. Elle sauve plus tard Fury, victime de chantage, en lui procurant une dose volée d'Infinity Formula, produit chimique qui avait retardé son vieillissement.
Lors d'un plan de la Vipère, Ophelia Sarkissian, elle est mentalement contrôlée et tente d'éliminer la Veuve Noire et Spider-Man.
Le SHIELD est bientôt infiltré par des LMD (les Deltites), et Fury pourchassé comme un traître. Valentina reçoit l'ordre de traquer l'espion, et elle est finalement sauvée de la mort par ce dernier. Fury retrouve son poste et décide de dissoudre l'Agence, ne gardant à ses côtés qu'une poignée de fidèles, dont la Comtesse, qui mène en parallèle une carrière à la CIA.
Valentina est rappelée quand Fury reforme le SHIELD. Elle est blessée lors d'une attaque de l'Académie du SHIELD, perpétrée par l'HYDRA. Le couple qu'elle formait avec un agent de la CIA bat de l'aile, et après l'assassinat de la petite amie de Fury, retrouve ce dernier.
Avant que ne commence réellement le crossover Secret Invasion, la Comtesse est enlevée par des Skrulls et remplacée.

### Secret Invasion
Le double de Valentina est repéré et tué par Fury. À la fin de l'invasion, tous les captifs sont finalement retrouvés et libérés. Cependant, le SHIELD est aussitôt dissout et remplacé par le HAMMER de Norman Osborn, nommé Directeur de la Sécurité Nationale à la place de Tony Stark. Valentina déclare publiquement mettre un terme à sa carrière d'espionne, mais (pour le compte de Leviathan) infiltre le haut conseil de l'HYDRA, sous les traits de Madame Hydra. Fury lui propose de rejoindre ses Secret Warriors mais elle décline l'offre.

## Pouvoirs et capacités
- La Comtesse n'a pas de super-pouvoirs.
- Elle a été formée à l'espionnage et au contre-espionnage par le SHIELD, et a accès à de l'équipement high tech.

## Apparitions dans d'autres médias

### Univers cinématographique Marvel

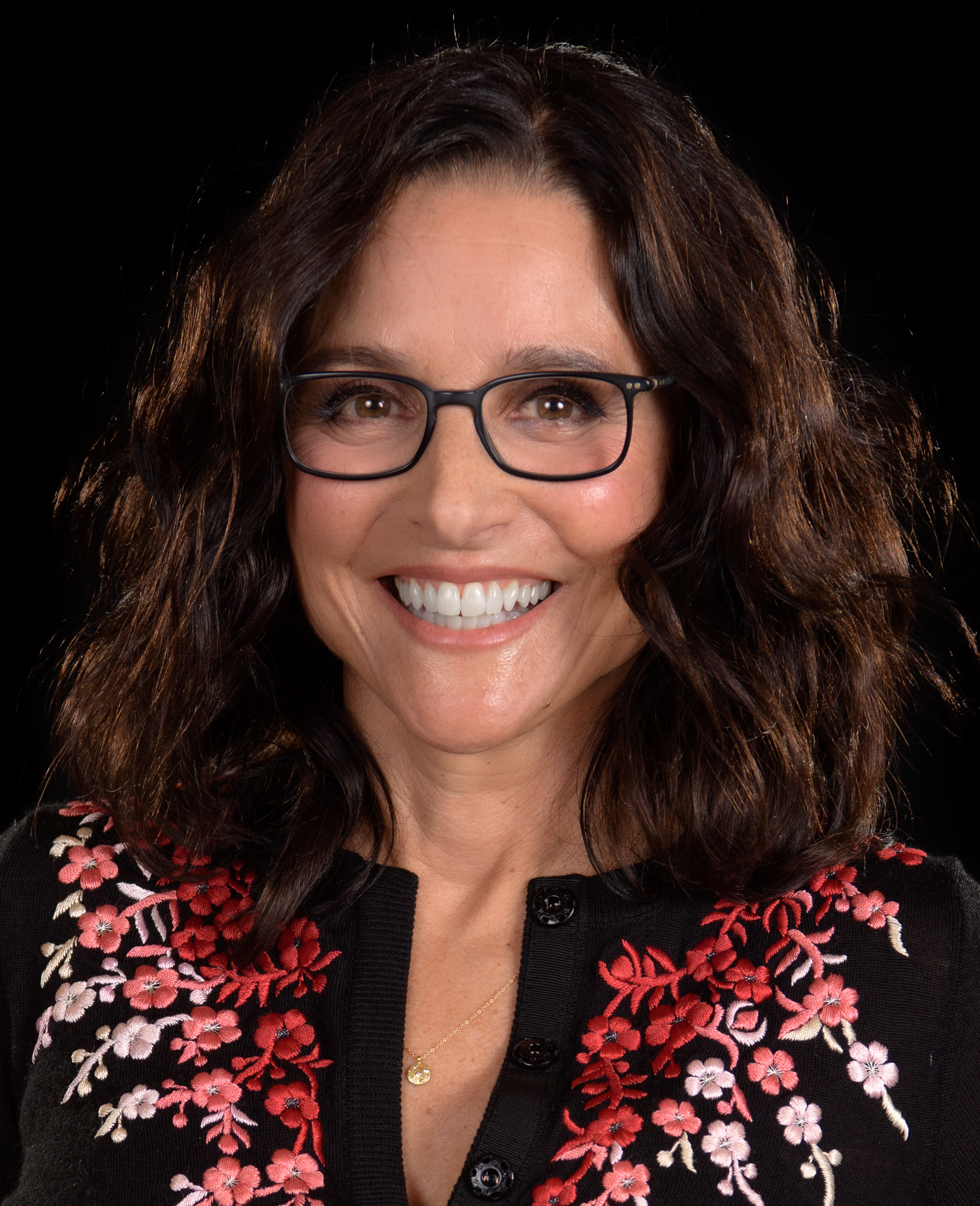
Julia Louis-Dreyfus interprète le personnage dans les productions Marvel Studios depuis 2021.

Le personnage est interprété par Julia Louis-Dreyfus dans l'univers cinématographique Marvel. Dans cette version, Valentina Allegra de Fontaine est la nouvelle directrice de la CIA, qui recrute secrètement des agents pour une unité spéciale sous ses ordres, mais aussi l'ex-femme de l'agent Everett K. Ross, qu'elle fait arrêter pour trahison lors du conflit entre le Wakanda et Talokan.
Elle apparait dans :
- 2021 : Falcon et le Soldat de l'Hiver (série télévisée Disney+) (saison 1, épisodes 5 et 6)

Valentina de Fontaine approche John Walker, porteur éphémère du titre de Captain America, pour rejoindre son équipe secrète sous le titre d'US Agent.
- 2021 : Black Widow (scène post-générique)

Valentina de Fontaine retrouve Yelena Belova sur la tombe de Natasha Romanov et lui offre de tuer le responsable de la mort de Black Widow : Clint Barton.
- 2022 : Black Panther: Wakanda Forever

Après l'apparition de Namor et l'enlèvement de Riri Williams et la princesse Shuri, Valentina Allegra de Fontaine, nouvelle directrice de la CIA, blâme la politique du Wakanda. Plus tard, après la mort de la reine Ramonda, elle fait arrêter l'agent Everett Ross, son ex-mari, pour trahison et collusion avec le Wakanda.
- 2025 : Thunderbolts*[2]

Valentina Allegra de Fontaine fait face à une procédure de destitution de son poste de directrice de la CIA pour ses liens avec les laboratoires OXE et leurs expériences secrètes. Elle nie officiellement mais elle était derrière le projet Sentry, une série d'expériences pour créer un nouveau super-héros. Elle tente de détruire toutes les preuves et de tuer les mercenaires qui ont agi pour elle (Yelena Belova, John Walker, Ava Starr et Antonia Dreykov) mais quand ces derniers découvrent qu'un des sujets (Robert Reynolds) a survécu, elle tente de le récupérer et de le manipuler, mais sa puissance échappe à son contrôle et provoque l'apparition du Néant, le double ténébreux de Reynolds. Une fois que l'équipe de mercenaires a réussi à l'arrêter, elle sauve son image publique en faisant des mercenaires les Nouveaux Avengers.

### Autre
Lisa Rinna interprète le personnage dans le téléfilm Nick Fury: Agent of SHIELD diffusé en 1998.